# Роузмонд, Эми
Эми Роузмонд (англ. Amy D. Rosemond) — американский эколог водных экосистем, биогеохимик и профессор Школы экологии Одума Университета Джорджии. Роузмонд изучает, как глобальные изменения влияют на пресноводные экосистемы, включая влияние урбанизации водоразделов, загрязнение питательными веществами и изменения в биоразнообразии на функции экосистем. Она была избрана членом Экологического общества Америки в 2018 году и была избрана президентом Общества наук о пресной воде с 2019 по 2020 год.

## Образование и начало карьеры
Роузмонд выросла в 1970-х годах во Флориде, где её любовь к природе столкнулась с растущим человеческим давлением на окружающую среду. Роузмонд получила степень бакалавра наук в области зоологии в Университете Северной Каролины в Чапел-Хилле. Она осталась в Университете Северной Каролины в Чапел-Хилле, чтобы получить степень магистра биологии.
Роузмонд получила степень доктора философии по биологии в Университете Вандербильта, где её совместно консультировали профессор Вандербильта Сьюзан Броули и научный сотрудник Ок-Риджской национальной лаборатории Патрик Дж. Малхолланд. Роузмонд провела своё диссертационное исследование в Национальной лаборатории Ок-Ридж в Теннесси, США, изучая, как хищничество сверху вниз и доступность питательных веществ снизу вверх влияют на перифитон в истоках рек.
После получения докторской степени в 1993 году Роузмонд была удостоена стипендии Национального научного фонда для постдокторских исследований в области биологии окружающей среды. Она получила постдокторантуру в Институте экологии Университета Джорджии, во время которой проводила исследования на биологической станции Ла-Сельва в Коста-Рике, изучая влияние хищных рыб и креветок и фосфора на листья сверху вниз и снизу вверх соответственно на разложение подстилки (опавших листьев) и переработку углерода. Во время работы в Ла-Сельве Роузмонд также проводила исследования вариаций концентрации фосфора в реке в ландшафтном масштабе и его влияния на пищевые сети речных детритофагов.

## Карьера
Роузмонд работала заместителем директора Института экологии Университета Джорджии с 1998 по 2005 год. Она стала доцентом Университета Джорджии в 2005 году в Школе экологии Одума, ассоциированным профессором в 2011 году и профессором в 2017 году. По состоянию на 2019 год она консультировала или совместно консультировала 17 аспирантов и трёх постдоков в Университете Джорджии. В целом Роузмонд и сотрудники её лаборатории исследуют механизмы и процессы, лежащие в основе здоровья и функционирования водных экосистем, и стремятся понять, как здоровье ручьёв и рек изменяется в результате деятельности человека и глобальных изменений. Это включает в себя изучение того, как различные стрессовые факторы, в том числе избыток питательных веществ и изменение землепользования в результате урбанизации, влияют на экосистемные процессы.

### Избыток питательных веществ и функция речной экосистемы
Используя партнёрские отношения с лабораторией Долгосрочных экологических исследований Coweeta Hydrologic Lab, Роузмонд и её коллеги осуществляли эксперименты на всей экосистеме, чтобы понять, как речные запасы углерода, бентосные макробеспозвоночные и более высокие трофические уровни, включая саламандр, реагируют на загрязнение азотом и фосфором. Её исследования в этой области сосредоточены на том, как детритный углерод наземного происхождения, в том числе листья, палки и древесина, попадающие в ручьи, перерабатываются и передаются через водные пищевые сети, которые подвергаются воздействию избытка питательных веществ. Она руководила исследованиями для проверки относительной важности ограничения азота и фосфора при переработке углерода в потоке с помощью исследований обогащения питательными веществами всего потока. Благодаря этой работе Роузмонд и её сотрудники улучшили понимание того, как питательные вещества влияют на поток энергии в пищевых сетях, основанных на детрите, поскольку предыдущие исследования воздействия питательных веществ в ручьях часто были сосредоточены на фотосинтетических путях водорослей.

## Награды
- Член Экологического общества Америки[англ.] (2018)[2]
- Медаль за творческие исследования в области естественных и инженерных наук, Исследовательский отдел Университета Джорджии (2018)[10]
- Постдокторская стипендия Национального научного фонда в области биологии окружающей среды

## Публикации

### Избранные статьи в журналах
- Rosemond, A.D., et al. 2015. Experimental nutrient additions accelerate terrestrial carbon loss from stream ecosystems. Science 347: 1142-1145.
- Rosemond, A.D., et al. 2010. Non-additive effects of litter mixing are suppressed in a nutrient-enriched stream. Oikos 119: 326-336.
- Rosemond, A.D., et al. 2008. Nitrogen versus phosphorus demand in a detritus-based headwater stream: what drives microbial to ecosystem response? Verhandlungen des Internationalen Verein Limnologie. 30: 651-655.
- Rosemond, A.D., et al. 2002. Landscape variation in phosphorus concentration and effects on detritus‐based tropical streams. Limnology and Oceanography 47: 278-289.
- Rosemond, A.D., et al. 1993. Top-down and bottom-up control of stream periphyton: effects of nutrients and herbivores. Ecology 74: 1264-1280.